# Цесляк, Владимир Станиславович
Владимир Станиславович Цесляк (10 октября 1924, Москва — 30 августа 1995, там же) — советский актёр, режиссёр, заслуженный деятель искусств РСФСР, участник Великой Отечественной войны.

## Биография
Окончив школу в Москве, Владимир Станиславович ушёл на фронт в 1943 году.
После демобилизации поступил и в 1951 году окончил ГИТИС, по специальности артист драматического театра и был распределен в город Владивосток в театр драмы. Впоследствии служил артистом в театрах городов Советского союза: Йошкар-Ола, Новомосковск, Свердловск, Тамбов, Пенза, Кишинёв.
В 1963 году вернулся в Москву и поступил на высшие режиссёрские курсы при ГИТИСе, которые окончил в 1965 г.
Служил в Таганрогском драматическом театре им. А. П. Чехова в должности главного режиссёра с 1966 по 1977 год. Работал также в Тамбовском драматическом театре в должности и. о. главного режиссёра с 1978 по 1979 год.
Работал также в Донецком областном русском драматическом театре (город Жданов, ныне Мариуполь) режиссёром.
В последние годы жизни вернулся в Москву, работал режиссёром в театре «Доме учителя», выезжал на постановки в разные театры страны.
В 1965 году участвовал в постановке концерта выпускников в Кремлёвском дворце съездов- дипломная работа.
Похоронен на Кунцевском кладбище города Москва.

### Семья
- Отец — Цесляк Станислав Антонович (1899-28.08.1937) — поляк, майор, член ВКП(б) с 1920, 1932—1937 начальник штаба 2-й отдельной механизированной бригады ОКДВА, арестован 23.05.37г., приговор ВКВС 28.08.37г. ВМН, реабилитирован 27.01.59г.
- Мать — Краяновская Бетти Яковлевна, санитарка в дивизии Буденова.

## Фильмография
Снимался в фильмах:
- Художественный фильм «Армагеддон», 1962 , Киностудия «Молдова фильм», режиссёр Израилев. В фильме кроме исполнения одной из главных ролей работал вторым режиссёром.
- «Быть братом», ТВ 1976
- «И придёт день...», ТВ 1979

## Театральные постановки
- «Чайка», А.П. Чехов
- «Вишнёвый сад», А. П. Чехов
- «В списках не значился» по Б. Васильеву
- «Бесприданница», А. Н.Островский

## Награды
- медаль «За освобождение Варшавы»[1]
- Медаль «За взятие Берлина»[2]